# 清水美治
清水 美治（しみず よしはる、1960年8月4日 -  ）は、徳島県鳴門市出身の経営者。
かつて俳優であり、演出家、構成作家としての活動歴がある。俳優時代は「清水英哉」（しみず えいや）という芸名で活動していた。今でも芸名では、清水英哉を名乗っている。1989年（平成元年）7月に会社設立。同年、カラオケパブ「CHIP INN」を出店。1991年カラオケパブ「P-POOL（ピープール）」を出店する。2003年（平成15年）6月6日有限会社シンクバンクを設立。2006年（平成18年）7月7日株式会社に改組。株式会社シンクバンク代表取締役。2016年10月株式会社アップグレードを設立、代表取締役の就任。
成蹊大学工学部経営工学科卒業。

## 来歴・人物
- 成蹊大学在学中に劇団青年座の養成所に入所し、以来小劇場で活躍する。
- 1980年（昭和55年）　フジテレビ時代劇スペシャル「決闘鍵屋の辻　荒木又衛門」でデビュー。
- 趣味はゴルフ・マッサージ。
- 特技：皿回し

### 主な出演
テレビ
- あなたに首ったけ（NHK）
- 青春前後不覚 (NHK)
- パパになりたかった犬 (NTV)
- ビートたけしのTVタックル (EX)
- 鬼龍院花子の生涯(TBS)
- 火曜サスペンス劇場 (TBS)
- 清水英哉のMINASON　TV(JRT)
- ルージュな夜 (TVA)
- ニュースプラ1 (NTV)
- リアルタイム　大注目 (NTV)
- 土曜スペシャル（TX)
- 太陽にほえろ(NTV)
  - その他

ラジオ
- 清水英哉のおもしろ交遊録(FM世田谷、FM徳島)　現在O.A中
- 清水英哉のおもしろウィークエンド(JRT)
- たけし軍団大阪GIG(ABC)
- 准教授!?前田幸長のちょこゼミ（ラジオ日本）
- 身になるラジオ！清水英哉の教えてドギマギ！！（FM TOKUSHIMA）

CM
- UCC上島珈琲
- NTT
- 富士通松山

映画
- 「ガラスの脳」（中田秀夫監督作品）

舞台
- 「ステージドア」
- 「カタロニア」
- 「コモドロリバタビア」